# 野坂英吾
野坂 英吾（のさか えいご、1972年5月6日 - ）は、日本の実業家。株式会社トレジャー・ファクトリーの創業者で、代表取締役社長。神奈川県生まれ。

## 来歴・人物
1972年、神奈川県に生まれる。父親は商社マン。父親の仕事の都合で2歳から10歳までをシンガポールで過ごした。小学5年生で、日本へ帰国。中学2年生の時、「父を超えたい」という思いから社長になりたいと考えるようになった。神奈川県立川和高等学校時代は、野球部のキャプテンを務めた。高校卒業後、日本大学文理学部に入学。起業家の講演会で出会った福島正伸に、「身の回りのことから50個、あったらいいな、できたらいいなということを書き出してみなさい」と言われ、ショッピングモールでのアルバイトで、まだ新しく、使える家具や家電製品が捨てられていたことを思い出し、リサイクルショップを経営する事を考える。大学4年生の後半から、半年間かけて、48軒のリサイクルショップを訪ね、話を聞いた。
大学卒業後、1995年に、有限会社トレジャー・ファクトリーを設立。足立区の150坪の倉庫に1号店を開店する。開業資金は、30万円。1999年に株式会社に改組した。2007年には東京証券取引所マザーズへ上場。2014年には東京証券取引所第一部へ市場変更。
現在に至る。

## テレビ番組
- 日経スペシャル カンブリア宮殿 (テレビ東京）- トレジャー・ファクトリー社長として出演
  - やっちゃえ起業！なっちゃえ社長！目指せ100億円SP（2013年10月24日）[5]。
  - 急拡大！"トレファク" 知られざるリサイクル最前線（2023年7月6日）[6]。

## 著書
- 『勝ち続ける会社をつくる 起業の教科書 資金30万円から100億円企業をつくった社長が教える』（2017年5月1日、日本実業出版社）ISBN 9784534054975